# フェルナンド・コレーナ

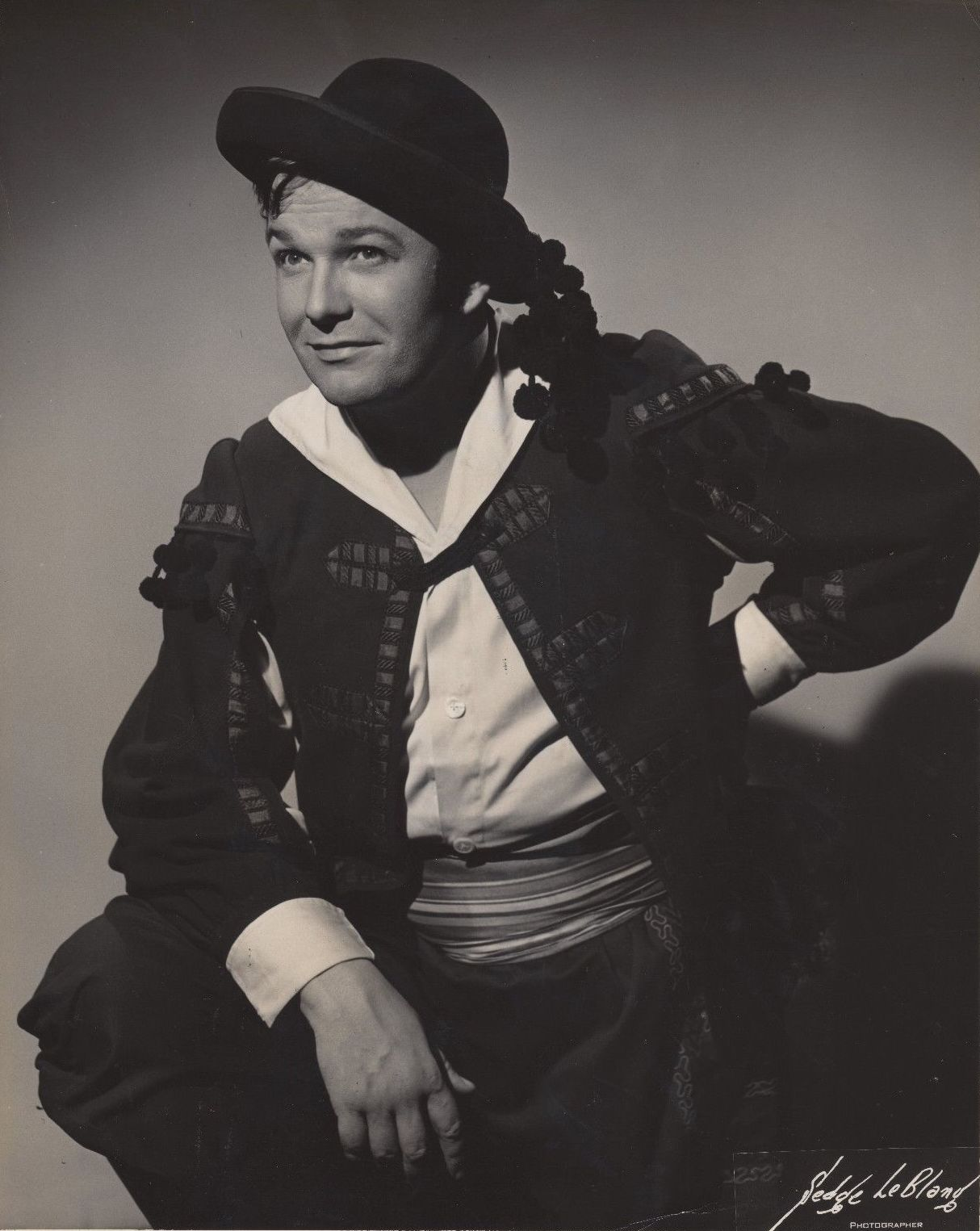
レポレッロに扮して（1954年）

フェルナンド・コレーナ（Fernando Corena, 1916年12月22日 - 1984年11月26日）は、スイスのバス歌手。本名は、フェルナンド・コレナ (Fernando Korena) 。

## 来歴
ジュネーヴで、父親はトルコ人、母親はイタリア人の家庭に生まれる。フリブール大学で神学を学ぶも、地元の声楽コンテストで優勝したことから声楽に転向し、1937年から翌年までジュネーヴ音楽院で学んだ。その後、ヴィットリオ・グイの知己を得て、ミラノでエミリオ・ロマーニの薫陶を受けた。1940年にチューリッヒで歌手デビューを飾り、1947年にトリエステ歌劇場でモデスト・ムソルグスキーの《ボリス・ゴドゥノフ》のヴァルラーム役として登場して注目を集めた。1953年にはエディンバラ音楽祭でジュゼッペ・ヴェルディの《ファルスタッフ》の表題役、メトロポリタン歌劇場でヴォルフガング・アマデウス・モーツァルトの《ドン・ジョヴァンニ》でレポレロ役を演じて好評を博した。1955年にはザルツブルク音楽祭で《後宮からの誘拐》のオスミン役として初登場した。
ルガーノにて死去。

## 註
1. ↑  Naxos